# Іщенко Олександр Володимирович
Олекса́ндр Володи́мирович І́щенко (28 листопада 1972 — 16 листопада 2014) — солдат Збройних сил України, учасник російсько-української війни.

## Життєвий шлях
Працював трактористом, ТОВ «АПК Розкішна».
Призваний за мобілізацією на початку вересня 2014-го, навідник-оператор, 354-й навчальний механізований полк.
16 листопада 2014-го близько опівдня загинув внаслідок наїзду автомобіля на фугас на блокпосту «Гостра Могила» поблизу селища Польового Шахтарського району. Тоді ж загинули підполковник Володимир Рвачов, підполковник Микола Яжук, майор медичної служби Віталій Вашеняк.
Без Олександра лишились дружина, двоє дітей шкільного віку.
Похований в селі Березова Балка.

## Нагороди
За особисту мужність і героїзм, виявлені у захисті державного суверенітету та територіальної цілісності України, вірність військовій присязі під час російсько-української війни, відзначений — нагороджений
- орденом «За мужність» III ступеня (посмертно)